# Alive at the Fucker Club
Alive at the Fucker Club – trzeci album koncertowy zespołu Melvins wydany w 1998 roku przez firmę Amphetamine Reptile. 

## Lista utworów
1. "Boris" 6:06
2. "It's Shoved" 2:54
3. "Bar-X-the Rocking M" 1:58
4. "Antitoxidote" 2:06
5. "The Bloat" 3:28
6. "Lizzy" 3:13
7. "Mombius Hibachi" 1:56

## Twórcy
- Buzz Osborne – wokal, gitara
- Dale Crover – perkusja
- Mark Deutrom – bas